# Astarta
Astarta, (feničansko Aštart, hebrejsko Aštorth, armensko Atar) je v zahodno semitski mitologiji velika boginja in boginja plodnosti zahodno-semitskih narodov. Njena Babilonsko-asirska »dvojnica« je Ištar.
Njen znak je bil golob, znak modrosti, ki se upodablja še danes v krščanski upodobitvi svetega duha.